# Lycodonomorphus rufulus
Lycodonomorphus rufulus (звичайна бура водяна змія) — вид змій родини Lamprophiidae. Мешкає в Південній Африці.

## Поширення і екологія
Звичайні бурі водяні змії мешкають в Південно-Африканській Республіці, Есватіні, Лесото, Зімбабве і Мозамбіку. Вони живуть в річках і струмках. Ведуть водний спосіб життя. Живляться амфібіями і гризунами. Відкладають яйця.